# Verbascum pejovicii
Verbascum pejovicii är en flenörtsväxtart som beskrevs av Johann Christoph Röhling. Verbascum pejovicii ingår i släktet kungsljus, och familjen flenörtsväxter. Inga underarter finns listade i Catalogue of Life.